# ベス

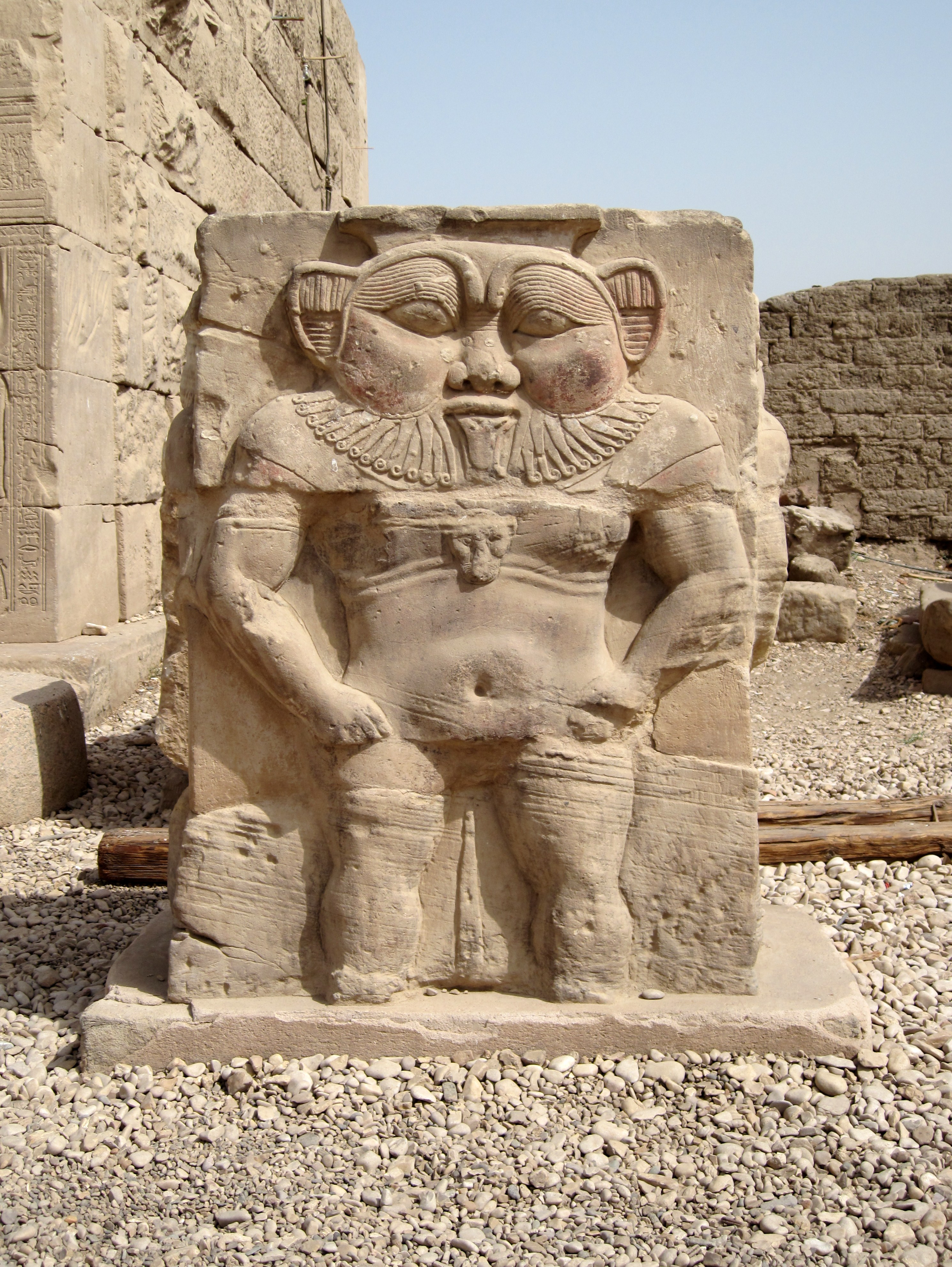
ベス像（デンデラ神殿）

ベス(Bes)は、古代エジプト神話の舞踊と戦闘の神。本来は、羊と羊飼いの守護神とされていた。また、夢を司る神でもある。

## 概要
その名前は、「ベサ（守る）」から来ていると見られている。
その姿は、植物の冠、豹の毛皮（ベス）を身に着け、大頭で短躯、ガニ股で立って舌を出した大口の異様な様子で表される。手には、護符、ナイフ、楽器、子供をあやす道具あるいは、子供を抱いている場合もあった。エジプトの外からもたらされた神であるためか他の神と違い横向きではなく正面を向いて描かれている。
ナイフを振り回すか、自ら楽器を鳴らしながら踊り、邪気を払う。酒宴や婚礼をも司り、出産・病気から女性や子供を守るという。また魔除けとして装飾に使われた。
妻は、ベセト。子守の神としてタウエレト、音楽の神としてハトホル、生殖の神としてミン、戦闘の神としてホルスと関連付けされた。

## 信仰
ヌビア（スーダン）起源とされ、古王国時代のエジプト南部にベスに関する記述が確認されているが信仰は、さほど広まらなかった。
主に民間で信仰されたが国家の奉る神としては、重要視されなかったようである。